# Karima Adebibe
Karima Adebibe (Londres, 14 de fevereiro de 1985) é uma atriz e modelo inglesa.

## Biografia
Karima nasceu no Reino Unido e foi levada para Marrocos antes de regressar à Inglaterra, quando tinha sete anos. Ela vive com a mãe em Bethnal Green.
Foi escolhida como a modelo oficial para representar a heroína de Video-games Lara Croft. O anúncio foi feito em 14 de fevereiro de 2005, data considerada como aniversário de Lara Croft, e décimo aniversário do jogo.
Karima apareceu no filme Alien vs. Predator, e foi cara da Coca-Cola.

## Carreira
- Comercial Coca-cola
- Alien VS Predador em 2004[1]
- Cosméticos de Manhattan
- HypaSpace episódeo 1 e 5[2]
- 10 anos de Tomb Raider: Retrospectiva Game tap[2]
- Anúncio portugês da Optimus[3]
- Filme Frontier Blues
- A Roda do Tempo como Lady Suroth